# 1. HNL 2019./20.
Prva hrvatska nogometna liga 2019./20. (službeno, iz sponzorskih razloga: Hrvatski Telekom Prva liga) je 29. sezona 1. HNL. Započela je 19. srpnja 2019.. Deset momčadi trebalo je odigrati 36 utakmica četverokružnim sustavom uz stanku na prijelazu godina koja sezonu dijeli na proljetni i jesenski dio.
Kao posljedica pandemije COVID-19 u svijetu i Hrvatskoj, u ožujku je došlo do prekida odigravanja nogometnih natjecanja u Hrvatskoj 
 
Dana 6. svibnja 2020. Hrvatski nogometni savez je donio odluku o konačnom prekidu natjecanja za 2. HNL i sve ostale niže lige, te se njihov trenutni poredak uzima kao konačan, dok se natjecanje kupa i 1. HNL nastavlja. 
 
Do prekida 1. HNL u ožujku 2020. godine je odigrano 26 kola, te je preostalih 10 je odigrano u lipnju i srpnju. 
 
Prvak je treći put zaredom postao "Dinamo" iz Zagreba. 

## Momčadi
| Klub             | Grad          | Stadion                           | Kapacitet | Trener           | Kapetan          | Športski parner | Glavni sponzor            |
| ---------------- | ------------- | --------------------------------- | --------- | ---------------- | ---------------- | --------------- | ------------------------- |
| GNK Dinamo       | Zagreb        | Stadion Maksimir                  | 35.500    | Zoran Mamić      | Arijan Ademi     | Adidas          | Lana grupa                |
| HNK Gorica       | Velika Gorica | Gradski stadion                   | 8000      | Sergej Jakirović | Igor Čagalj      | Alpas           |                           |
| HNK Hajduk       | Split         | Gradski stadion Poljud            | 35.000    | Igor Tudor       | Mijo Caktaš      | Macron          | Tommy                     |
| NK Inter         | Zaprešić      | ŠRC Zaprešić                      | 5228      | Tomislav Ivković | Karlo Muhar      | Joma            |                           |
| NK Istra 1961    | Pula          | Stadion Aldo Drosina              | 10.000    | Ivan Prelec      | Marin Grujević   | Kelme           | Croatia osiguranje        |
| NK Lokomotiva    | Zagreb        | Stadion Kranjčevićeva             | 8850      | Goran Tomić      | Fran Karačić     | Nike            | Crodux                    |
| NK Osijek        | Osijek        | Stadion Gradski vrt               | 19.000    | Ivica Kulešević  | Mile Škorić      | Nike            | DOBRO                     |
| HNK Rijeka       | Rijeka        | Stadion Rujevica                  | 8279      | Simon Rožman     | Alexander Gorgon | Joma            | Sava osiguranje           |
| NK Slaven Belupo | Koprivnica    | Gradski stadion „Ivan Kušek Apaš” | 3205      | Tomislav Stipić  | Mateas Delić     | Adidas          | Belupo (Podravka)         |
| NK Varaždin      | Varaždin      | Stadion Varteks                   | 10.800    | Samir Toplak     | Dario Jertec     | Legea           | Derma, Croatia osiguranje |

## Stadioni
| Dinamo Zagreb        | Gorica | Hajduk Split | Inter Zaprešić        |
| -------------------- | --- | --- | --------------------- |
| Stadion Maksimir     | Gradski stadion Velika Gorica                                                                                              | Stadion Poljud | ŠRC Zaprešić          |
| Kapacitet: 35.123    | Kapacitet: 5000 | Kapacitet: 34.198 | Kapacitet: 5228       |
|                      | | |                       |
| Istra 1961           | Dinamo · LokomotivaGoricaHajduk SplitInterIstra 1961OsijekRijekaSlaven BelupoVaraždinclass=notpageimage\| 1. HNL 2019./20. | Dinamo · LokomotivaGoricaHajduk SplitInterIstra 1961OsijekRijekaSlaven BelupoVaraždinclass=notpageimage\| 1. HNL 2019./20. | Lokomotiva            |
| Stadion Aldo Drosina | Dinamo · LokomotivaGoricaHajduk SplitInterIstra 1961OsijekRijekaSlaven BelupoVaraždinclass=notpageimage\| 1. HNL 2019./20. | Dinamo · LokomotivaGoricaHajduk SplitInterIstra 1961OsijekRijekaSlaven BelupoVaraždinclass=notpageimage\| 1. HNL 2019./20. | Stadion Kranjčevićeva |
| Kapacitet: 9800      | Dinamo · LokomotivaGoricaHajduk SplitInterIstra 1961OsijekRijekaSlaven BelupoVaraždinclass=notpageimage\| 1. HNL 2019./20. | Dinamo · LokomotivaGoricaHajduk SplitInterIstra 1961OsijekRijekaSlaven BelupoVaraždinclass=notpageimage\| 1. HNL 2019./20. | Kapacitet: 8850       |
|                      | Dinamo · LokomotivaGoricaHajduk SplitInterIstra 1961OsijekRijekaSlaven BelupoVaraždinclass=notpageimage\| 1. HNL 2019./20. | Dinamo · LokomotivaGoricaHajduk SplitInterIstra 1961OsijekRijekaSlaven BelupoVaraždinclass=notpageimage\| 1. HNL 2019./20. |                       |
| Osijek               | Rijeka | Slaven Belupo | Varaždin              |
| Stadion Gradski vrt  | Stadion Rujevica | Gradski stadion Ivan Kušek-Apaš                                                                                            | Stadion Varteks       |
| Kapacitet: 17.061    | Kapacitet: 8279 | Kapacitet: 3205 | Kapacitet: 8850       |
|                      | | |                       |

## Ljestvica
| Poz. | Momčad             | U  | P  | N  | I  | G+ | G– | G+/– | Bod. | Nastavak natjecanja ili ispadanje |
| ---- | ------------------ | -- | -- | -- | -- | -- | -- | ---- | ---- | --------------------------------- |
| 1.   | Dinamo Zagreb (P)  | 36 | 25 | 5  | 6  | 62 | 20 | +42  | 80   | UEFA Liga prvaka                  |
| 2.   | Lokomotiva Zagreb  | 36 | 19 | 8  | 9  | 57 | 38 | +19  | 65   | UEFA Liga prvaka                  |
| 3.   | Rijeka             | 36 | 19 | 7  | 10 | 58 | 42 | +16  | 64   | UEFA Europska liga                |
| 4.   | Osijek             | 36 | 17 | 11 | 8  | 47 | 29 | +18  | 62   | UEFA Europska liga                |
| 5.   | Hajduk Split       | 36 | 18 | 6  | 12 | 60 | 41 | +19  | 60   | UEFA Europska liga                |
| 6.   | Gorica             | 36 | 12 | 13 | 11 | 44 | 48 | −4   | 49   |                                   |
| 7.   | Slaven Belupo      | 36 | 10 | 9  | 17 | 34 | 51 | −17  | 39   |                                   |
| 8.   | Varaždin           | 36 | 9  | 9  | 18 | 29 | 50 | −21  | 36   |                                   |
| 9.   | Istra 1961 (O)     | 36 | 5  | 10 | 21 | 27 | 59 | −32  | 25   | Doigravanje za 2. HNL             |
| 10.  | Inter Zaprešić (R) | 36 | 3  | 8  | 25 | 32 | 72 | −40  | 17   | 2. HNL                            |

## Rezultatska križaljka
Ažurirano: 
| kratica | klub | 1. – 18. kolo | 1. – 18. kolo | 1. – 18. kolo | 1. – 18. kolo | 1. – 18. kolo | 1. – 18. kolo | 1. – 18. kolo | 1. – 18. kolo | 1. – 18. kolo | 1. – 18. kolo | | 19. – 36. kolo | 19. – 36. kolo | 19. – 36. kolo | 19. – 36. kolo | 19. – 36. kolo | 19. – 36. kolo | 19. – 36. kolo | 19. – 36. kolo | 19. – 36. kolo | 19. – 36. kolo |
| kratica | klub | DIN | GOR | HAJ | INT | IST | LOK | OSI | RIJ | SLB | VAR | DIN | GOR | HAJ | INT | IST | LOK | OSI | RIJ | SLB | VAR |                |
| --- | --- | --- | --- | --- | --- | --- | --- | --- | --- | --- | --- | --- | --- | --- | --- | --- | --- | --- | --- | --- | --- | -------------- |
| DIN | Dinamo | | 3:1 | 1:1 | 1:0 | 1:0 | 3:0 | 1:0 | 3:0 | 1:0 | 1:0 | | 2:0 | 2:3 | 3:2 | 2:0 | 1:0 | 0:0 | 4:0 | 3:2 | 2:0 |                |
| GOR | Gorica | 2:4 | | 2:1 | 1:1 | 1:1 | 0:0 | 3:1 | 2:0 | 2:0 | 1:0 | 0:0 | | 3:1 | 1:1 | 3:0 | 1:3 | 0:0 | 0:0 | 0:0 | 0:1 |                |
| HAJ | Hajduk | 1:0 | 3:0 | | 3:1 | 2:0 | 3:0 | 3:2 | 0:4 | 2:0 | 2:0 | 0:2 | 6:0 | | 2:1 | 2:1 | 1:0 | 0:1 | 2:3 | 2:1 | 2:3 |                |
| INT | Inter | 1:2 | 0:2 | 1:1 | | 0:2 | 1:2 | 3:3 | 1:4 | 3:1 | 2:2 | 0:1 | 0:3 | 1:4 | | 2:0 | 0:2 | 0:1 | 0:1 | 0:2 | 1:2 |                |
| IST | Istra 1961 | 1:2 | 2:2 | 1:1 | 2:2 | | 0:2 | 0:0 | 0:3 | 2:3 | 3:1 | 0:0 | 2:2 | 0:1 | 2:0 | | 1:1 | 1:0 | 1:3 | 1:1 | 1:0 |                |
| LOK | Lokomotiva | 0:4 | 4:0 | 0:0 | 3:1 | 4:1 | | 2:1 | 0:1 | 6:1 | 2:1 | 1:0 | 1:1 | 3:2 | 3:1 | 2:0 | | 0:1 | 2:1 | 3:0 | 2:0 |                |
| OSI | Osijek | 0:0 | 2:1 | 1:0 | 3:1 | 1:0 | 4:0 | | 3:2 | 2:0 | 2:2 | 1:0 | 2:1 | 0:0 | 1:1 | 2:0 | 1:2 | | 1:0 | 3:2 | 2:0 |                |
| RIJ | Rijeka | 0:5 | 1:2 | 1:1 | 1:1 | 2:0 | 1:1 | 1:1 | | 3:1 | 2:1 | 2:0 | 1:2 | 2:0 | 4:1 | 4:2 | 2:2 | 1:0 | | 1:0 | 3:1 |                |
| SLB | Slaven Belupo | 0:3 | 2:0 | 2:1 | 3:0 | 0:0 | 1:0 | 0:4 | 1:2 | | 1:1 | 0:2 | 0:0 | 2:1 | 3:1 | 3:0 | 1:1 | 0:0 | 1:0 | | 0:0 |                |
| VAR | Varaždin | 1:0 | 1:3 | 0:3 | 0:1 | 1:0 | 1:1 | 1:1 | 0:2 | 0:0 | | 1:3 | 2:2 | 0:3 | 1:0 | 3:0 | 0:2 | 1:0 | 0:0 | 1:0 | |                |
| | | | | | | | | | | | | | | | | | | | | | |                |
| podebljan rezltat – igrano u prvom (1. – 9. kolo) krugu lige rezultat normalne debljine – igrano u drugom (10. – 18. kolo) krugu lige | podebljan rezltat – igrano u prvom (1. – 9. kolo) krugu lige rezultat normalne debljine – igrano u drugom (10. – 18. kolo) krugu lige | podebljan rezltat – igrano u prvom (1. – 9. kolo) krugu lige rezultat normalne debljine – igrano u drugom (10. – 18. kolo) krugu lige | podebljan rezltat – igrano u prvom (1. – 9. kolo) krugu lige rezultat normalne debljine – igrano u drugom (10. – 18. kolo) krugu lige | podebljan rezltat – igrano u prvom (1. – 9. kolo) krugu lige rezultat normalne debljine – igrano u drugom (10. – 18. kolo) krugu lige | podebljan rezltat – igrano u prvom (1. – 9. kolo) krugu lige rezultat normalne debljine – igrano u drugom (10. – 18. kolo) krugu lige | podebljan rezltat – igrano u prvom (1. – 9. kolo) krugu lige rezultat normalne debljine – igrano u drugom (10. – 18. kolo) krugu lige | podebljan rezltat – igrano u prvom (1. – 9. kolo) krugu lige rezultat normalne debljine – igrano u drugom (10. – 18. kolo) krugu lige | podebljan rezltat – igrano u prvom (1. – 9. kolo) krugu lige rezultat normalne debljine – igrano u drugom (10. – 18. kolo) krugu lige | podebljan rezltat – igrano u prvom (1. – 9. kolo) krugu lige rezultat normalne debljine – igrano u drugom (10. – 18. kolo) krugu lige | podebljan rezltat – igrano u prvom (1. – 9. kolo) krugu lige rezultat normalne debljine – igrano u drugom (10. – 18. kolo) krugu lige | podebljan rezltat – igrano u prvom (1. – 9. kolo) krugu lige rezultat normalne debljine – igrano u drugom (10. – 18. kolo) krugu lige | podebljan rezltat – igrano u trećem (19. – 27. kolo) krugu lige rezultat normalne debljine – igrano u četvrtom (28. – 36. kolo) krugu lige | podebljan rezltat – igrano u trećem (19. – 27. kolo) krugu lige rezultat normalne debljine – igrano u četvrtom (28. – 36. kolo) krugu lige | podebljan rezltat – igrano u trećem (19. – 27. kolo) krugu lige rezultat normalne debljine – igrano u četvrtom (28. – 36. kolo) krugu lige | podebljan rezltat – igrano u trećem (19. – 27. kolo) krugu lige rezultat normalne debljine – igrano u četvrtom (28. – 36. kolo) krugu lige | podebljan rezltat – igrano u trećem (19. – 27. kolo) krugu lige rezultat normalne debljine – igrano u četvrtom (28. – 36. kolo) krugu lige | podebljan rezltat – igrano u trećem (19. – 27. kolo) krugu lige rezultat normalne debljine – igrano u četvrtom (28. – 36. kolo) krugu lige | podebljan rezltat – igrano u trećem (19. – 27. kolo) krugu lige rezultat normalne debljine – igrano u četvrtom (28. – 36. kolo) krugu lige | podebljan rezltat – igrano u trećem (19. – 27. kolo) krugu lige rezultat normalne debljine – igrano u četvrtom (28. – 36. kolo) krugu lige | podebljan rezltat – igrano u trećem (19. – 27. kolo) krugu lige rezultat normalne debljine – igrano u četvrtom (28. – 36. kolo) krugu lige | podebljan rezltat – igrano u trećem (19. – 27. kolo) krugu lige rezultat normalne debljine – igrano u četvrtom (28. – 36. kolo) krugu lige |                |

 Izvori: 

## Najbolji strijelci
Strijelci 10 i više pogodaka 

 

ažurirano 3. kolovoza 2020.  
| 20 golova - Antonio Čolak (Rijeka) - Mijo Caktaš (Hajduk) - Mirko Marić (Osijek) 14 golova - Kristijan Lovrić (Gorica) 13 golova - Mislav Oršić (Dinamo) 12 golova - Ivan Krstanović (Slaven Belupo) 11 golova - Emem Eduok (Hajduk) - Lirim Kastrati (Lokomotiva) - Marko Tolić (Lokomotiva) 10 golova - Damian Kądzior (Dinamo) |

Tri nogometaša – Antonio Čolak, Mijo Caktaš i Mirko Marić su postigli po 20 golova. Antonio Čolak je proglašen najboljim strijelcem, jer je odigrao najmanje minuta u odnosu na Miju Caktaša i Mitka Marića (predviđeno propozicijama HNS-a).

## Najbolja momčad sezone
| Golman                     | Obrana                                                                                                | Veza                                                            | Napad                                                                    |
| -------------------------- | --- | --------------------------------------------------------------- | ------------------------------------------------------------------------ |
| Dominik Livaković (Dinamo) | Petar Bočkaj (Osijek) Mile Škorić (Osijek) Denis Kolinger (Lokomotiva) Igor Silva de Almeida (Osijek) | Arijan Ademi (Dinamo) Mijo Caktaš (Hajduk) Nikola Moro (Dinamo) | Bruno Petković (Dinamo) Mirko Marić (Osijek) Lirim Kastrati (Lokomotiva) |

| Najbolji igrač lige(MVP) | Najbolji trener lige   |
| ------------------------ | ---------------------- |
| Bruno Petković (Dinamo)  | Nenad Bjelica (Dinamo) |

Izvor:

## Kvalifikacije za 1. HNL 2020./21.
Sudjelovali su "Istra 1961" iz Pule (devetoplasirana u 1. HNL) i "Orijent 1919" iz Rijeke (trećeplasirani u 2. HNL). 
 
Zbog kasnijeg završetka 1. HNL, utakmice su igrane 2. i 5. kolovoza 2020. 
| Orijent 1919 Rijeka                          |  | – |  | Istra 1961 Pula |  | 0:3, 1:0 |  |
|                                              |  |   |  |                 |  |          |  |
| "Istra 1961" prošla s ukupnim rezultatom 3:1 |  |   |  |                 |  |          |  |

## Vanjske poveznice
- prvahnl.hr  Arhivirana inačica izvorne stranice od 11. srpnja 2015. (Wayback Machine)
- hrnogomet.com – Statistike hrvatskog nogometa
- hns-cff.hr, stranica lige
- uefa.com, stranica lige